# Biały rycerz
Biały rycerz – inwestor (przedsiębiorstwo lub osoba prywatna) ratujący spółkę przed wrogim przejęciem, kupujący akcje zagrożonej przejęciem spółki za zgodą jej zarządu celem zdobycia pakietu kontrolnego.

## Przykłady białych rycerzy
- 1953 – United Paramount Theaters kupił prawie bankruta ABC
- 1974 – Goldman Sachs obronił Electric Storage Battery przed przejęciem przez Nickel i rywala Goldmaan Morgan Stanley
- 1982 – Allied Corporation kupił Bendix Corporation.
- 1986 – Harken Energy George’a Sorosa kupił Spectrum 7 George’a W. Busha
- 1998 – Compaq połączył się ze słabym finansowo DEC
- 2001 – Dynegy próbował połączyć się z Enronem aby ukryć kłopoty finansowe Enrona.
- 2006 – Siewierstal, rosyjska spółka hutnicza, zachowała się prawie jak biały rycerz dla Arcelor, gdy Mittal Steel chciał przejąć Arcelora.